# Drepanotylus
Drepanotylus Holm, 1945 è un genere di ragni appartenente alla famiglia Linyphiidae.

## Distribuzione
Le cinque specie oggi attribuite a questo genere sono diffuse in varie zone della regione paleartica

## Tassonomia
Le caratteristiche del genere sono state descritte da Holm in base agli esemplari tipo di Hilaria uncata (O. P.-Cambridge, 1873); questo genere è stato inoltre rimosso dalla sinonimia con Notiomaso Banks, 1914, a seguito di un lavoro degli aracnologi Merrett, Locket & Millidge del 1985, contra un altro studio di Wunderlich del 1978.
A dicembre 2011, si compone di cinque specie:
- Drepanotylus aduncus Sha & Zhu, 1995 — Cina
- Drepanotylus borealis Holm, 1945 — Svezia, Finlandia, Russia
- Drepanotylus holmi (Eskov, 1981) — Russia, Mongolia
- Drepanotylus pirinicus Deltshev, 1992 — Bulgaria
- Drepanotylus uncatus (O. P.-Cambridge, 1873)[3] — Regione paleartica

### Sinonimi
- Drepanotylus validior (Dahl, 1902); questi esemplari, trasferiti dal genere Oreonetides Strand, 1901, sono stati riconosciuti come sinonimi di D. uncatus (O. P.-Cambridge, 1873) a seguito di un lavoro di Wiehle del 1956[1].

### Specie trasferite
- Drepanotylus shimizui Yaginuma, 1972; trasferita al genere Oreonetides Strand, 1901 da un lavoro degli aracnologi Yaginuma, Hirashima & Okuma del 1990[1].